# The Sims (серия игр)
The Sims — серия видеоигр в жанре симулятор жизни, разработанная геймдизайнером Уиллом Райтом и такими компаниями как Maxis и The Sims Studio, и изданная компанией Electronic Arts. По состоянию на 2016 год по всему миру было продано более 200 миллионов её копий, что делает The Sims одной из самых успешных и продаваемых серий игр в истории.
Игры серии The Sims наиболее приближены к жанру песочница, поскольку не имеют каких-либо определённых целей (за исключением различных тематических дополнений и пакетов расширений, меняющих геймплей; а также консольных версий, предусматривающих такой стиль игры). Игрок создаёт виртуальных людей — «симов», помещает их в дома, следит за их настроением, помогает им удовлетворять потребности и исполнять желания. Игроки могут заселять симов в уже существующие дома (и при желании перестраивать или обставлять их) или строить свои собственные. Каждые последующие дополнения и игры в серии расширяют возможности игроков, добавляя новые функции, предметы и миры для проживания симов. При создании каждой игры серии The Sims, разработчики исходят из трёх главных принципов: возможности творческого самовыражения, возможности демонстрировать и делиться созданным в игре контентом с другими фанатами и наличия в игре элементов юмора и сатиры.
Серию The Sims приняло разделять на основную — непосредственно The Sims, The Sims 2, The Sims 3 и The Sims 4 для PC, а также все выпущенные к ним дополнения. Побочная серия включает в себя многочисленные выпущенные игры для игровых приставок, портативных и мобильных устройств, это могут быть как симуляторы жизни, аналогичные основной серии, так и косвенные игры иных жанров, но выпущенные под брендом The Sims. Также к побочной серии относят игры в том числе и на ПК, но предполагающие жанровый отход от The Sims — например многопользовательская The Sims Online, симулятор выживания The Sims Castaway, симулятор городских субкультур The Urbz, игра о средневековье The Sims Medieval, выполненная в духе Nintendo-игры MySims и так далее.
Серия The Sims является популярнейшей франшизой для персональных компьютеров и одной из пяти популярнейших игровых франшиз в мире. Игровая пресса объясняла данный успех тем, что игры The Sims обладают крайне гибким игровым процессом, выступают виртуальным аналогом песочницы, позволяя игроку заниматься творчеством, воплощать свои мечты, исследовать скрытые желания и в целом уходить от реальности. Также The Sims — одни из немногих игр, позволяющих избегать насилия и соревнований, что также играет ключевую роль её популярности. Предметом критики выступали риск возникновения сильной зависимости и выпуск обильного количества платных дополнений. The Sims также является популярнейшей франшизой, чьей основной игровой аудиторией являются игроки-женщины, сформировавшие одно из крупнейших игровых сообществ и интернете и которое создаёт наибольшее количество пользовательского контента и любительских историй-машиним.
Франшиза также оказала сильное влияние на развитие игровой индустрии, она была признана культурным феноменом, предложив фактически первый продукт, ориентированный на массового покупателя, который будет позже определяться, как казуальная игра, а также сыграла важную роль в увеличении доли женщин среди игроков компьютерных игр. Сам жанр симулятор жизни стал ассоциироваться прежде всего с The Sims.

## Основная серия
| 2000 | The Sims                                 |
| 2001 |                                          |
| 2002 | The Sims Online                          |
| 2003 | The Sims (для игровых приставок)         |
| 2003 | The Sims Bustin’ Out                     |
| 2003 | The Sims Bustin’ Out (GBA)               |
| 2004 | The Sims 2                               |
| 2004 | The Urbz: Sims in the City               |
| 2004 | The Urbz: Sims in the City (GBA, NDS)    |
| 2005 | The Sims 2 (для игровых приставок)       |
| 2005 | The Sims 2 (PSP)                         |
| 2005 | The Sims 2 (GBA)                         |
| 2005 | The Sims 2 (DS)                          |
| 2006 | The Sims 2: Pets (для игровых приставок) |
| 2006 | The Sims 2: Pets (GBA)                   |
| 2006 | The Sims 2: Pets (DS)                    |
| 2006 | The Sims 2 Mobile                        |
| 2006 | The Sims 2 Pets Mobile                   |
| 2007 | The Sims Life Stories                    |
| 2007 | The Sims Pet Stories                     |
| 2007 | The Sims 2: Castaway                     |
| 2007 | The Sims 2: Castaway (DS)                |
| 2007 | The Sims Pool                            |
| 2008 | The Sims Castaway Stories                |
| 2008 | The Sims Carnival                        |
| 2008 | The Sims 2: Apartment Pets               |
| 2008 | The Sims DJ                              |
| 2009 | The Sims 3                               |
| 2009 | The Sims 3 Mobile                        |
| 2010 | The Sims 3 (для игровых приставок)       |
| 2010 | The Sims 3 (DS, 3DS)                     |
| 2010 | The Sims 3 (Wii)                         |
| 2010 | The Sims 3: World Adventures Mobile      |
| 2010 | The Sims 3: Ambitions Mobile             |
| 2011 | The Sims Medieval                        |
| 2011 | The Sims Social                          |
| 2011 | The Sims Medieval Mobile                 |
| 2011 | The Sims FreePlay                        |
| 2011 | The Sims 3: Pets (для игровых приставок) |
| 2011 | The Sims 3: Pets (3DS)                   |
| 2012 |                                          |
| 2013 |                                          |
| 2014 | The Sims 4                               |
| 2015 |                                          |
| 2016 |                                          |
| 2017 | The Sims 4 (для игровых приставок)       |
| 2018 | The Sims Mobile                          |

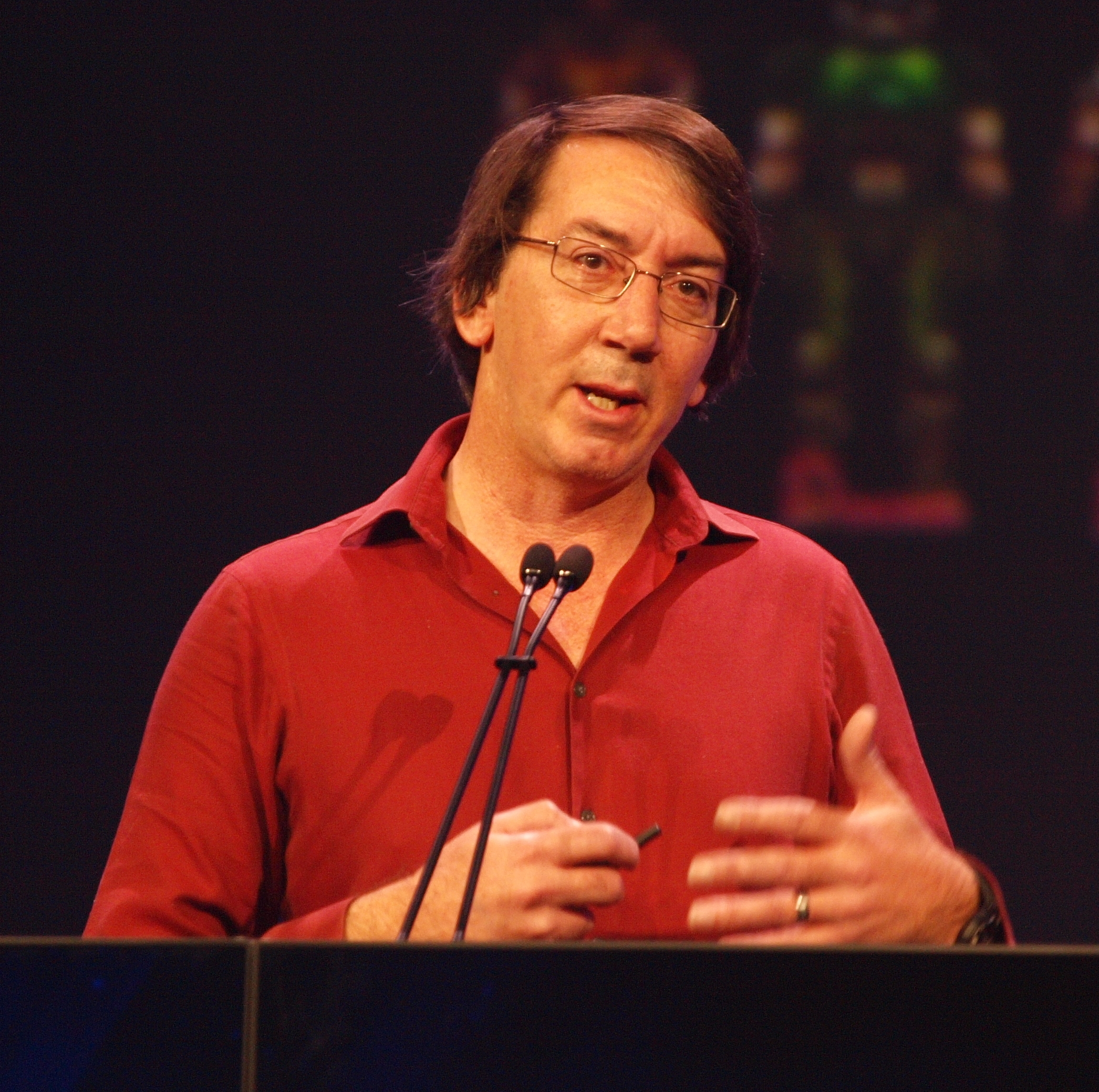
Уилл Райт

Разработкой первой The Sims руководил Уилл Райт, также её идейный вдохновитель. Он тогда уже был известен как создатель первого градостроительного симулятора — SimCity и его продолжений. Впервые идея о создании «виртуального кукольного дома» Райту пришла после потери своего собственного жилища при Оклендском пожаре в 1991 году. Геймдизайнер предпринимал попытку разработки в начале 90-х годов, но встречал отпор со стороны директоров Maxis. В своей изначальной версии игра должна была представлять собой архитектурный симулятор, где игрок обустраивал дом, а затем наблюдал за тем, как неигровые персонажи имитируют бытовую жизнь в созданном участке, однако Райт в процессе работы над искусственным интеллектом понял, что будет гораздо интереснее управлять персонажами и перенёс свой акцент игры на симулятор жизни.. Проекту дали зелёный свет после приобретения Maxis компанией Electronic Arts в 1997 году. Тем не менее успех проекта по прежнему ставился под сомнение и бюджет на его разработку был выделен скромный, по этой же причине The Sims имеет двухмерную и уже устаревшею для своего времени графику. The Sims вышла в 2000 году для платформы Windows. Вопреки ожидаемым продажам в 150 000 экземпляров, The Sims феноменально побила все рекорды, получив звание самой продаваемой игры в истории с 40 миллионами проданных копий вместе с дополнениями.
Вторая часть серии The Sims 2 вышла 17 сентября 2004 года и разрабатывалась, как усовершенствованная и высокобюджетная версия первой The Sims, в которой особый акцент был сделан на значительном расширении игрового процесса, усовершенствовании искусственного интеллекта, а также качественной и детализированной графике. The Sims 2 побила новые рекорды по продажам игры для персональных компьютеров. Популярность симулятора поддерживалась в том числе и за счёт периодических выпусков тематических дополнений, которые выпускались в 2004—2008 года. К игре всего вышло 8 дополнений и 9 каталогов.
Из-за разногласий по поводу политики EA Games к выпускаемым DLC Уилл Райт покинул Maxis, дальнейшая разработка игр серии проводилась без него. Следующая часть, The Sims 3, создавалась как игра с усовершенствованным игровым движком и игровым процессом, но главным нововведением стал открытый игровой мир: если в The Sims 2 персонажи не могли покидать границ своего участка, то третий симулятор вводил возможность свободно перемещаться по территории всего городка. После выпуска, третий симулятор снова побил рекорды The Sims и The Sims 2 как по продажам, так и по распространению пиратских копий.
K игре с 2009 по 2013 года было выпущено одиннадцать дополнений и девять каталогов.
Четвёртая часть серии The Sims 4 вышла в сентябре 2014 года. Особый акцент в игре делался на усовершенствовании искусственного интеллекта симов, а также улучшенных редакторах персонажа и строительства. Однако разработка велась в условиях организационных проблем из-за недостатка времени и финансирования. В итоге игра лишилась многих базовых элементов геймплея, типичных для предыдущих симуляторов. Это вызвало массовые споры у фанатов франшизы. Хотя выход The Sims 4 был относительно успешным, ей не удалось стать бестселлером и побить рекорды по продажам, как предыдущим симуляторам. Разработчики из-за организационных неполадок также постепенно налаживали выпуск дополнений, которые до 2018 года выпускались довольно редко и были малосодержательными. После налаживания периодического выпуска дополнений, продажи The Sims 4 также пошли в рост и продолжаются по состоянию на конец 2019 года.

### The Sims Project Rene
Массовые спекуляции по поводу возможной разработки The Sims 5 начались ещё в 2018 году, когда ЕА Games опубликовала списки вакансий для работы над «новой игрой во франшизе Sims». Разработка игры была подтверждена в январе 2020 года, на пресс конференции EA, а именно создание кроссплатформенной The Sims с поддержкой многопользовательского режима, но также с полным сохранением одиночного режима, как в предыдущих играх The Sims. Тогда же было объявлено, что в игру будет добавлен как и традиционный для предыдущих частей геймплей, так и элементы для соперничества и социального взаимодействия, аналогичные в игре The Sims Online. В этом же году было подтверждено, что игра под названием The Sims 5 выйдет для приставок Xbox Series X и PlayStation 5 не раньше осени 2021 года. Выход игры ожидается не раньше 2024 года. Пандемия COVID-19 и последовавший карантин стали причиной задержки разработки игры и переноса её запланированного релиза на более поздний срок. В апреле 2021 года Лаура Миле, директор по студиям Electronic Arts подтвердила разработку онлайн-версии новой части The Sims, чей игровой процесс имеет схожести с The Sims Online 2002 года выпуска.
В октябре 2022 года Electronic Arts официально анонсировала новую игру в серии, заявив, что игра проходит под кодовым названием Project Rene и находится на ранней стадии разработки. В июне 2023 года был представлен прототип игры.
В июле 2024 года пятая игра в серии была отменена. Причиной отмены послужило желание Maxis дальше развивать The Sims 4. Однако, позднее EA объявили о том, что отмена 5 части не означает отмену проекта Rene, поскольку он задумывается как побочная игра серии.

## Для игровых приставок
Помимо основной серии The Sims, начиная с 2003 года, разработчики начали выпуск серии консольных игр — симуляторов жизни, позиционирующих себя, как консольные версии The Sims для ПК или их дополнений, но технически являющиеся самостоятельными играми. Хотя доля продаж приставочных игр от всех симуляторов серии The Sims не известна, разработчики утверждали в 2012 году, что их доля была существенной, а некоторым играм удавалось входить в топ 10 бестселлеров в разных странах мира.
Тем не менее почти все консольные игры серии в сравнение с ПК-версиями оказывались провальными и им не удалось закрепиться на рынке игровых приставок. Чаще всего игроки, покупавшие приставочные The Sims ограничивались несколькими игровыми сеансами, чтобы в итоге перейти на версию для персональных компьютеров. Давались разные оценки причинам провала консольных версий The Sims, в частности это проблемы, связанные с интерфейсом и управлением, так как игровой процесс The Sims изначально разрабатывался для управления клавиатурой и мышью. Указывалось на то, что консольные игры как правило значительно уступали по своему качеству их аналогам для ПК и предлагали более ограниченный игровой процесс. Вдобавок эти игры не позволяли устанавливать дополнения и пользовательский контент, который выступает важной составляющей для фендома The Sims.
Другая не менее важная причина кроется в самой игровой аудитории. В 2000-е годы абсолютное большинство владельцев игровых приставок состояло из парней либо мужчин, предпочитающих игры с конечной целью. Это противоречило самой сути The Sims. В свою очередь женщины — основная аудитория The Sims — не имели игровых приставок и не считали нужным их приобретать ради игры в The Sims, имея возможность играть на ПК, поэтому основной платформой The Sims оставался ПК.
Консольные версии продавались как правило слабо, но стабильно в течение долгого времени. Также явление было описано издателем, как «back-catalog seller», от чего несмотря на провалы, консольные версии продолжали разрабатываться в течение долгого времени.
Несмотря на вышеописанные проблемы, почти каждая консольная игра предлагала те или иные инновационные элементы игрового процесса, ещё до появления их в The Sims для ПК. В частности самая первая игра — The Sims, для PlayStation 2, Xbox и GameCube предлагала полностью трёхмерную графику. Вторая игра — Bustin’ Out, выпущенная в конце 2003 года предлагала открытый игровой мир и возможность вести общественный образ жизни. Именно для Bustin’ Out был создан полноценный искусственный язык симлиш взамен речевого подражания. Вместе с выпуском второй и третьей The Sims для ПК также выходили их одноимённые консольные версии — The Sims 2 для PlayStation 2, Xbox и GameCube, фактически созданные на самостоятельном игровом движке и The Sims 3 для PlayStation 3 и Xbox 360, но уже созданные на том же игровом движке что и ПК-версия. Хотя версия для Wii претерпела наибольшие изменения. Также между этими релизами выпускались похожие игры, посвящённые уходу за питомцами — The Sims 2: Pets и «The Sims 3: Питомцы»
Консольная версия The Sims 4, выпущенная в 2017 году для PlayStation 4 и Xbox One приблизилась ближе всех к тому, что принято называть кроссплатформерностью, предлагая абсолютно идентичный игровой процесс и поддерживая все оригинальные дополнения к компьютерной версии и галерею, кроссплатформенную с ПК-версией.

## Для портативных устройств
| Первые портативные игры серии The Sims были разработаны Griptonite Games, предлагают сюжетное прохождение и объединены общей вселенной. Сюжет в этих играх был намеренно наполнен мрачными, потусторонними мотивами и чёрным, абсурдистским юмором |

За время существования франшизы, для портативных устройств Nintendo была выпущена серия игр. Хотя формально они позиционировали себя, как портативные версии The Sims для ПК или игровых приставок, фактически это были игры с сюжетным, линейным прохождением и с сохранением шкал базовых потребностей игрового персонажа. Самые первые из них — двухмерные The Sims Bustin’ Out, The Urbz и The Sims 2 для Game Boy Advance, разработанные студией Griptonite Games, принято объединять в трилогию, данные игры также предлагают общую игровую вселенную. В 2005 году, помимо версии для GBA, состоялся выпуск The Sims 2 для PlayStation Portable и Nintendo DS. Хотя данные игры тоже позиционировали себя, как портативные версии The Sims 2, они были самостоятельными играми со своими игровыми вселенными и линейным прохождением. Немного позже выходили игры об уходе за животными — The Sims 2 Pets для PSP, GBA, DS и Apartment Pets, они сосредотачивались на игровом процессе ухода за животным/работой ветеринаром. В 2007 году также вышла Castaway для DS, предлагающая выживать на необитаемом острове. Разработкой Castaway и Apartment Pets занималась студия Full Fat. В целом игры серии The Sims для портативных устройств не пользовались успехом, при этом эти провалы нельзя было объяснить демографической аудиторией. В это же время большим успехом у женских игроков пользовались игры серии Nintendogs, эксклюзивные для портативных приставок. Провал списывался скорее на то, что портативные версии слишком отличались от ПК-версий, это были игры с линейным прохождением и миссиями, они настолько отличались, что их даже нельзя было назвать симуляторами жизни.
Выпущенная в 2010 году версия The Sims 3 для Nintendo DS предлагала приближенный к ПК игровой процесс. Сами разработчики признались, что вложили в эту портативную игру больше всего времени и средств и она сыскала признание у игровых критиков. Однако выпущенная годом версия для Nintendo 3DS получила разгромные оценки из-за урезанного игрового процесса. Также в 2011 году состоялся выпуск The Sims 3 Pets для 3DS, представляющей собой также нелинейный симулятор жизни, но с добавлением питомцев и в том числе возможностью ими управлять. Данная игра получила положительные оценки со стороны критиков, она также стала самой последний портативной игрой во франшизе The Sims. Отсутствие выпуска игр The Sims для портативных устройств в 2010-e годы в целом отражало тенденцию EA игнорирования игрового рынка Nintendo. Даже несмотря на то, что некоторые игроки выражали желание, чтобы была выпущена версия The Sims 4 для Nintendo Switch, разработчики ответили, что разработка такой игры отсутствовала в их планах.

## Для мобильных устройств
Начиная с 2006 года, разработчики Maxis начали выпуск мобильных игр франшизы The Sims. Первая из них — двухмерная java-версия The Sims 2 сыскала успех, став в итоге одной из самых скачиваемых игр для мобильных устройств. После этого, с 2006 по 2008 года, разработчики выпустили серию мобильных игр под брендом The Sims, однако которые фактически затрагивали самые разные игровые жанры — Pets Mobile предлагала ухаживать за щенком, Sims Bowling и Sims Pool были спортивными играми, Sims DJ — музыкальной игрой, Castaway Mobile предлагала выживать на необитаемом острове. Все данные игры, кроме Castaway, выпускались в двух версиях, двухмерной java для кнопочных телефонов и трёхмерной для IPod classic и Nokia N-Gage (Pets).
В 2009 году состоялся выпуск мобильной The Sims 3 для iOS являющейся нелинейным симулятором жизни. Игра в итоге стала самым популярным платным приложением в App Store в 2009 году. После этого, Maxis начали выпуск серии мобильных игр, но фактически являющихся дополненной или изменённой версией The Sims 3 Mobile — World Adventures Mobile, Ambitions Mobile. Данные игры позиционировались, как мобильные версии дополнений к The Sims 3 для ПК — «Мир Приключений» и «Карьера». Medieval Mobile была представлена, как мобильная версия игры «Средневековье». Все данные игры также были выпущены в двухмерной java-версии для телефонов BlackBerry. Также отдельно, в 2012 году вышла java-игра Supernatural, ставшая последней мобильной двухмерной игрой в серии.
В 2011 году состоялся выход условно-бесплатной The Sims FreePlay на движке мобильной The Sims 3, данная игра изначально создавалась, как экспериментальная и вполне оправдала себя с точки зрения денежных доходов. FreePlay с одной стороны сохраняет формулу симулятора жизни, но, тем не менее делает акцент на стратегическом развитии целого города, позволяя в режиме реального времени управлять персонажами и переключать управление на другие семьи. Игра после выпуска стала одной из самых скачиваемых и по состоянию на 2018 год, количество загрузок составляло уже 300 миллионов. Игра поддерживалась в том числе за счёт выпуска периодических обновлений и временных мероприятий.
В мае 2017 года была выпущена условно-бесплатная игра The Sims Mobile, созданная на движке The Sims 4 и стилистически схожая с ней. Данная игра рассматривалась, как наследница Freeplay с усовершенствованной графикой и игровым движком, учитывая, что по состоянию на 2017 год, Freeplay несмотря на свою по прежнему крупную аудиторию, выглядела устаревшей. Вопреки ожиданиям, The Sims Mobile не стала такой успешной и даже не выдерживая конкуренции со стороны Freeplay. Тем не менее, по состоянию на 2020 год, игровая аудитория Mobile продолжает расти, составляя уже пятую часть от аудитории The Sims 4.

## Многопользовательские игры
Впервые попытку адаптировать The Sims в многопользовательскую игру, EA Games приняла ещё в начале 2000-х годов, сразу после успеха оригинальной The Sims. Уилл Райт, создатель симулятора верил, что мультиплеер — следующая эволюция в развитии франшизы. Так, в 2002 году вышла игра The Sims Online, созданная на движке оригинальной The Sims с главной разницей в том, что игрок управлял одним персонажем и взаимодействовал с управляемыми другими игроками персонажами в режиме реального времени. Игра тем не менее не сыскала ожидаемого успеха, хотя имела свою достаточно крупную базу игроков. Поддержка сервера прекратилась в 2007 году. В 2017 году состоялся выпуск бесплатной браузерной игры FreeSo, созданной на движке The Sims Online. В августе 2017 года вышло обновление, делающее игру трёхмерной.
Тем не менее разработчики не оставляли попытки интегрировать элементы мультиплеера в те или иные игры во франшизе The Sims. Так, в 2011 году состоялся выпуск двухмерной браузерной facebook-игры The Sims Social, где игрок мог посещать созданные участки других игроков, однако NPC других игроков в режиме реального времени по прежнему контролировались искусственным интеллектом. Игра сыскала большую популярность, однако интерес к ней быстро угас и уже в 2013 году, EA Games прекратила поддержку игры.
Также, в 2011 году состоялся выход The Sims 3 для игровой приставки Wii где поверх базового режима, было встроено несколько многопользовательских режимов, один из которых позволял до четырём игрокам управлять персонажами в одной локации в режиме реального времени, пытаться собрать, как можно больше «очков жизненных достижений», выполняя разные задания, напрямую соперничать, или же сотрудничать. Мультиплеер также интегрирован в мобильную игру The Sims Mobile 2017 года выпуска, позволяя в режиме реального времени общаться с персонажами других игроков.

## Побочные игры
Помимо основной серии, Maxis выпустили ряд самостоятельных игр и жанре симулятора жизни, но затрагивающих те или иные уникальные темы, и стремящиеся задействовать иные игровые жанры. В частности The Urbz: Sims in the City 2003 года выпуска, задумывалась, как игра, где персонажи могли бы жить в мегаполисе, где геймплей был завязан на социальном статусе персонажа внутри разных городских субкультур. The Urbz рассматривалась, как грандиозный проект, который должен был быть стать полноценным ответвлением франшизы The Sims, для записи музыкальных клипов даже была приглашена тогда известная музыкальная группа The Black Eyed Peas. Тем не менее разработка игры сопровождалась рядом трудностей, в результате её выпуск переносился несколько лет. В разработке также находилась версия игры для персональных компьютеров. Тем не менее, в результате провального выпуска игры, её поддержка и дальнейшая разработка была прекращена навсегда.
В 2007 году вышла самостоятельная игра The Sims 2: Castaway для игровых приставок, завязанная на идее выживания симов в необитаемом острове. В этом же году состоялся выход игры для ПК — The Sims Life Stories, созданной на аналогичном игровом движке, что и The Sims 2, однако предназначенной для владельцев слабых компьютеров и ноутбуков и с необходимостью прохождения сюжетной линии. Вторая игра серии Life Stories — The Sims Pet Stories, добавляла питомцев, а третья и последняя — The Sims Castaway Stories предлагала выживание на диком острове, фактически являясь компьютерной версией игры The Sims 2: Castaway. Также, в 2007 году состоялся выход игры MySims для DS, Wii и позже Windows, выполненной в стилистике тиби. Игра, в том числе и её стиль создавались для того, чтобы привлечь внимание игровой аудитории Nintendo.
Последний самостоятельный проект, выпущенный командой Maxis в 2011 году был — The Sims Medieval, основанный на движке The Sims 3. В нём игрок имеет возможность играть за персонажа в средневековье. Игра тем не менее делала уклон на ролевую составляющею, отходя от симуляции жизни, что и могло стать причиной провала проекта.

## Игровой процесс
Игры основной серии The Sims представляют собой виртуальные песочницы, или «кукольные домики» где игрок берёт на себя роль «сценариста», «Бога» или «надзирателя», управляя одним или несколькими персонажами — симами, принимает решения, взаимодействует с интерактивной средой, простыми словами — отыгрывает виртуальную версию повседневной жизни. У игр нет линейного сюжета с концом, они в теории длятся бесконечно, игрок сам может задавать цели в игре, экспериментировать и формировать повествовательную линию. Игры не навязывают никакой морали и игрок сам волен решать, каким будет его сим — добропорядочным, верным или злым, аморальным. Уилл Райт, создатель игры сравнивал игровой процесс с пустым холстом бумаги, но в трёхмерном пространстве, где игрок может создавать собственную реальность и истории, воплощать скрытые желания.

Суть игр The Sims сводится к тому, что игрок управляет одним или несколькими персонажами, обхаживает и обустраивает их дом, а также развивает их отношения, исполняет жизненные цели и ищет способы заработка. (кадр из The Sims 3)

Игра серии The Sims начинается с того, что игрок загружает городок и затем он может либо выбрать имеющуюся там семью, или создать новую в редакторе персонажа. На этом игрок может полностью настраивать внешний вид сима, дать ему или ей имя и настроить черты характера. Далее игра предлагает поселить семью в участке за симолеоны — виртуальную внутриигровую валюту или приобрести пустой участок, чтобы самому на нём построить дом. Участок можно строить или изменять в редакторе строительства в желаемом стиле. Это могут быть также общественные участки, например библиотека или спортзал.
Семья в игре включает от одного до восьми вместе живущих симов, как взрослых так и детей. Управление симами в игре косвенное, игрок может давать команды симам, но они также принимают самостоятельные действия, например занимаются домашними делами. Однако симы не способны самостоятельно принимать важные решения, например завезти ребёнка, переехать. Если не управлять симами долгое время, это чревато неприятными последствиями, например наказанием за неуплаченные счета
. Время в симуляторе жизни течёт примерно в 48 раз быстрее, чем в реальной жизни, поэтому сутки в игре отыгрываются примерно за 20 минут в реальной жизни. Игру можно ускорять или ставить на паузу. Виртуальные человечки разговаривают на искусственном языке симлише. Из-за того, что язык общения симов непонятен игроку, особое внимание выделяется невербальному общению, выраженному через мимику, жесты и интонации голосов. Игрок в том числе видит пузыри с мыслями, дающими общее представление, о чём на данный момент думают или разговаривают симы. Над управляемым симом весит кристалл — «пламбоб». Чем счастливее управляемый персонаж, тем зеленее будет выглядеть его кристалл над головой. Симы могут заключать брак, рожать детей, или усыновлять/удочерять их, а также заводить домашних животных. Уход за ребёнком или животным и его воспитание — это кропотливая задача, отнимающая у персонажа много времени. Жизнь сима ограничена и он проходит через жизненные стадии: новорожденный, младенец, ребёнок, молодой, взрослый и пожилой. В первой The Sims были представлены две возрастные категории: новорожденный, ребёнок и взрослый, а симы не старели. В The Sims 3 и The Sims 4 можно отменять старение персонажей. Симы в игре могут умереть, если пренебрегать их потребностями или в результате несчастного случая, например пожара, болезни или удара током. Погибший сим становится призраком. Однако в игре нельзя прямо убивать симов или они не могут намеренно убить сами себя.

### Потребности и цели
Игрок должен отыгрывать виртуальную жизнь управляемых людей — удовлетворять потребности, развивать их навыки, формировать отношения с другими симами и достигать определённой цели. Потребности симов созданы на основе пирамиды потребностей Маслоу, согласно которой, стремление к высшим целям возможно лишь удовлетворив базовые потребности. Этот элемент лежит в основе игрового процесса The Sims. Игрок должен следить за тем, чтобы управляемый сим своевременно питался, ходил в туалет, спал и мылся. В противном случае симы будут болеть, ходить несчастными или даже могут умереть. Помимо прочего сим имеет потребность в общении с другими симами или развлечениях и также будет прибывать в скверном настроении или депрессии если не удовлетворять эти потребности. Развлечение в The Sims выражается в самых разных действиях, это могут быть логические упражнения, чтение, творчество и так далее. Симы также могут общаться с другими персонажами, завязывать с ними отношения: вражду, дружбу или даже любовь в независимости от сексуальной ориентации. Любовные отношения можно заводить с несколькими симами, но партнёры будут это воспринимать как измену.
Помимо базовых потребностей, игры The Sims предлагают другие цели для симов, например это стремление к обучению, чистоте, общению. Жизненные цели могут включать в себя карьерный успех, накопление богатства, брак, создание семьи, обширные связи и так далее. За достижение поставленных целей игры вознаграждают игрока или могут наоборот наказывать за пренебрежение. В целом системы целей и желания в играх The Sims отражают буржуазные американские ценности. Несмотря на вышеописанное, игровой процесс в The Sims не линеен и игрок по прежнему волен делать что угодно, например заставлять симов бездельничать . Игра устанавливает желания для сима в зависимости от его личности и жизненной цели, а игрок может решать — хочет ли он достигать этих целей или же будет их игнорировать.
Несмотря на нелинейность и свободу действий, симу требуется добывать денежные средства на проживание. Многие вещи в игре имеют свою цену — покупка новых вещей, питание, обязательная уплата налогов за жизнь на участке. Если игрок не будет стремиться к заработку, рано или поздно у его симов иссякнут денежные запасы. Самый простой способ — это устроиться на работу. Чтобы больше зарабатывать и продвигаться по карьерной лестнице, сим должен прокачивать свои знания и навыки, или формировать новые социальные контакты. При этом игроку по прежнему требуется находить достаточно времени с удовлетворением базовых потребностей, так как несчастные симы не смогут справляться со своими задачами и будут терпеть неудачи на работе и их даже могут уволить. Наоборот удовлетворённые и прибывающие в хорошем настроении симы быстрее продвигаются по карьерной лестнице. Таким образом игроку требуется организовать план действий для сима и разграничивать его или её действия, между потребностями, общением, развлечениями и личным развитием. Накопление денежных средств также может выступать важной целью в The Sims. Продвигаясь по карьерной лестнице, сим начинает больше зарабатывать, а значит он может позволить себе заставить дом более дорогой мебелью или даже построить особняк. Это в свою очередь улучшает настроение сима и ускоряет удовлетворение его потребностей.
Каждая игра в серии предоставляет разные возможности работы или сферы услуг для симов. Также персонаж может зарабатывать иными способами, например создавать картины, одежду, писать книги, играть на музыкальном инструменте на улице, заниматься мелким воровством и так далее.

### Нововведения и дополнения
Хотя ядро игрового процесса оставалось в целом неизменным, разные части The Sims предлагали разные нововведения. The Sims 2 предлагала полностью трёхмерный мир, для сравнения графика в первой The Sims была изометрической с трёхмерными симами. Также эта часть позволяла воспроизводить новые поколения симов, вводя шесть жизненных стадий, генетику, процесс старения и ввела систему желаний и страхов. The Sims 3 предлагала открытый игровой мир и город, как большую игровую среду, позволяя посещать другие участки минуя экран загрузки. Также искусственный интеллект симов был усовершенствованн, отныне на их настроение влияли не только потребности но и окружающие события. The Sims 4 в целом улучшала формулу франшизы, предлагая например значительно улучшенные редакторы строительства/создания персонажа и улучшенный ИИ в виде многозадачности и разных эмоциональных состояний вместо настроения «хорошо — плохо», однако из этой игры были исключены многие возможности из предыдущих частей, например открытый мир. В итоге релиз The Sims 4 был самым спорным
Ко всем играм серии The Sims в течение нескольких лет после релиза выходили платные дополнения, значительно расширявшие базовый игровой процесс. Поддержка игры дополнениями позволяла удерживать постоянный интерес у игровой аудитории. Разработчики как правило стараются выпускать расширения исходя из наиболее частых запросов игроков. Чаще всего тема дополнения связана с возможностью покинуть симам свою домашнюю среду — например возможность отправиться в отпуск, новые общественные заведения, добавление городской среды, возможность учиться в университете, заниматься бизнесом, наблюдать за процессом работы сима.
Другие популярные темы дополнений — введение погодных условий или добавление домашних животных. Дополнения с питомцами пользуются наибольшей популярностью у игроков The Sims, настолько что в целом игровой жанр симулятора питомцев занял ключевую нишу в составе дополнений к играм The Sims. Дополнения также могут вводить фантастические или оккультные элементы в игру, например магию.
| |
| Сравнительная демонстрация возможностей редактора строительства в The Sims 4 (2014), The Sims 3 (2009), The Sims 2 (2004) и The Sims (2000). Здания в игре намеренно создавались подобными друг другу и демонстрируют совершенствование редактора строительства и то, как они вместе с каждой новой игрой позволяют подробнее настраивать архитектурные детали |

## Озвучивание и музыка
Персонажи в игре общаются на искусственном языке, именуемом симлийский язык, или симлиш. Изначально данный язык должен был представлять собой свободную импровизацию на основе французского, латинского, финского, украинского, и тагальского языков. Уже начиная с The Sims 2000 года, были записаны музыкальные композиции на симлише. Как полноценный искусственный язык со своим словарным запасом, симлиш был составлен при разработке консольной игры The Sims Bustin’ Out 2003 года. Следующая игра — The Urbz: Sims in the City, задала тренд переписывать на симлише треки уже известных певцов и музыкальных групп, так, для игры свои треки перезаписала известная музыкальная группа Black Eyed Peas. У симлиша также имеется вымышленный алфавит.

Надпись «симлиш» на симлийском алфавите

Игры серии The Sims выделяются тем, что Electronic Arts вкладывает солидные денежные средства на их музыкальное сопровождение. Начиная с The Sims 2, для игр на симлише записывали свои музыкальные треки такие известные певцы или группы, как например The Pussycat Dolls, Paramore, Cansei de Ser Sexy,
Reggie and the Full Effect, Габриэлла Чилми, DJ Hyper, Aly & AJ, Junkie XL, Lemon Jelly, MxPx, Scary Kids Scaring Kids, Тимо Маас, Barenaked Ladies, Наташа Бедингфилд, Great Northern, Лили Аллен, The Veronicas и Trivium, Bananarama, Nelly, Aly & AJ, Марк Констансо, Элис Купер, 5 Seconds of Summer, Лиэнн Раймс, Натали Портман, Кэти Мелуа, Эсме Дентерс, Эван Тобенфельд, Madina Lake, Нелли Фуртадо, Кэти Перри и другие и другие. Добавляемые песни, являются популярными на момент выхода игры или её дополнений. Таким образом игры The Sims поддерживают модные культурные тренды. По состоянию на 2016 год, к играм к The Sims и их дополнениям свои песни перезаписали более 400 певцов.
Игру в режимах создания персонажа, городка и строительства также сопровождает фоновая музыка. Например к The Sims 2000 года была написана музыка в стиле лёгкого джаза, как результат тесного сотрудничества композитора Джерри Мартина, саксофониста Марка Руссо и пианиста Джона Барра. Композиции для The Sims 2 создавал Марк Мазерсбо. Тогда же им была придумана характерная тема, исполненная затем в разных аранжировках и появляющаяся позже в The Sims 3. Композитором музыки к The Sims 3 выступил Стив Яблонски. Мелодии впервые записывались в симфонической студии Голливуда при поддержке 20th Century Fox. Музыка к The Sims 4 также была записана с участием уже лондонского симфонического оркестра, а их композитором выступил Илан Эшкери. При этом в игру была внедрена функция изменения аранжировки фоновой музыки, а каждая отдельная мелодия записывалась в восьми разных аранжировках, плавно сменяющих друг друга в игре.
| |  |  |  |  |  |
| Для игр The Sims и её дополнений на симлише перезаписали свои песни сотни музыкантов, среди которых есть и знаменитости например: Кети Перри, Лили Аллен, Nelly, Нелли Фуртадо, Элис Купер, The Black Eyed Peas |  |  |  |  |  |

## Восприятие

### Продажи и популярность
The Sims, The Sims 2 и The Sims 3 становились в своё время самыми продаваемыми играми для персональных компьютеров, формируя одну из крупнейших игровых франшиз для персональных компьютеров. По состоянию на 2008 год было продано 100 миллионов копий игр и дополнений, переведённых на 22 языка и впущенных в 60 странах мира. В 2020 году это уже 200 миллионов копий. В 2019 году Общие доходы с продаж игр серии The Sims составили пять миллиардов долларов. Игры серии украсили 35 обложек разных журналов по всему миру
Учитывая владельцев пиратских копий, реальное количество игроков может быть в несколько раз больше. По состоянию на начало 2010-х годов, The Sims была одно из самых популярнейших игровых франшиз на ПК. До первой The Sims, самой продаваемой игрой на ПК была Myst. Редакция PC Powerplay отдельно связала популярность игры с тем, что родители предпочитают её покупать своим детям из-за отсутствия насилия. Одновременно серия The Sims не сыскала успеха в странах дальнего востока, несмотря на их крайне крупный рынок потребления игровой продукции. Низкая популярность симулятора объяснялась крайне низкой долей женщин среди игроков в начале 2000-х годов, а также излишней ориентацией на западный стиль жизни в игре.

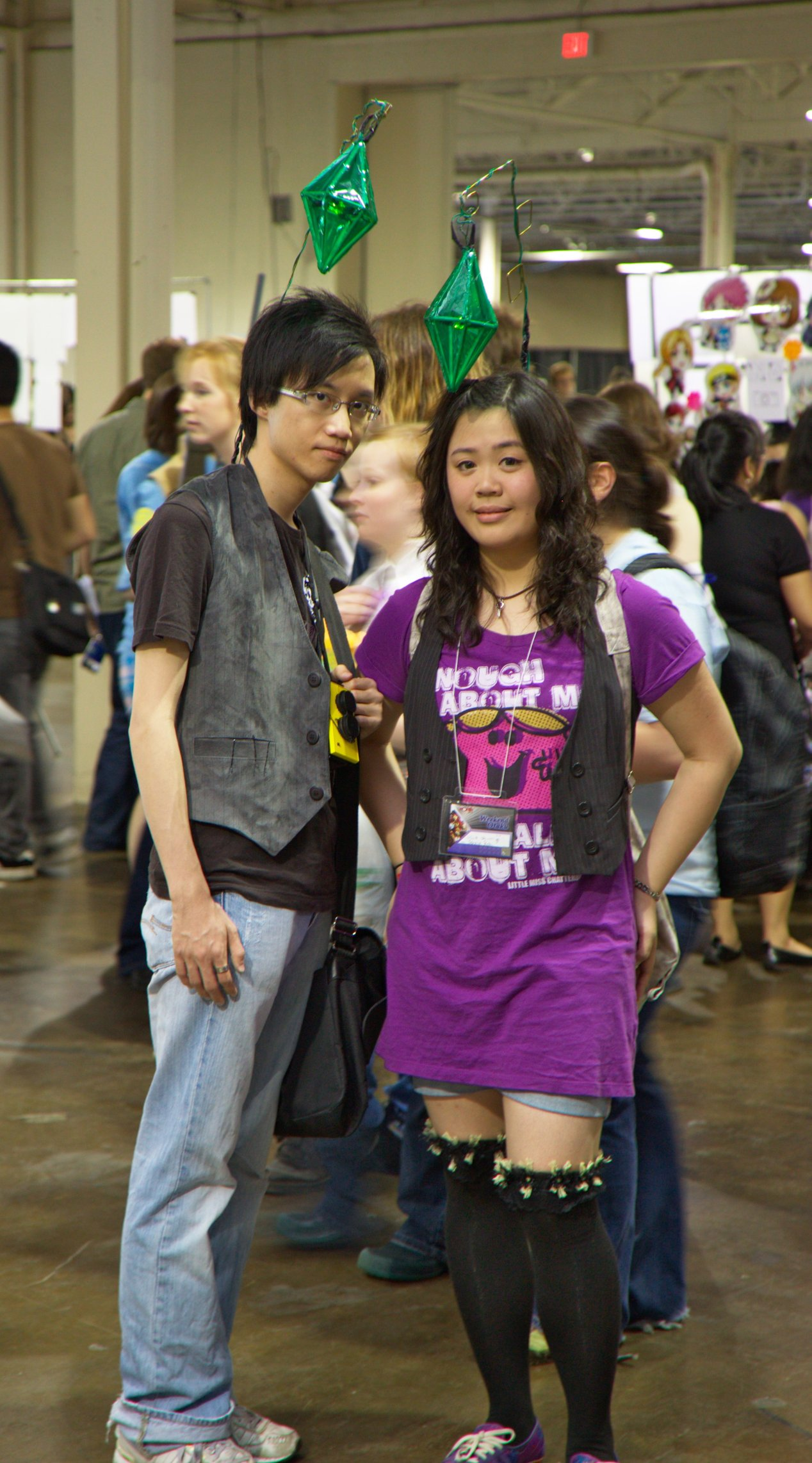
Косплей симов, 2010 год. Над их головами висят «пламбобы»

Франшиза The Sims отличается от остальных игровых серий тем, что всегда пользуется стабильно высокой популярностью среди игровой аудитории. Например, критик сайта Mic заметил, что из-за своей нестандартности по меркам типичных игр-бестселлеров, серия The Sims не подчиняется таким понятиям, как мода и конкурентная способность в игровой индустрии. Серия как будто не замечает модные тенденции и постоянно меняющийся ландшафт видео-игр.
Хотя начиная с первой игры фундамент игрового процесса оставался неизменным — возможность создавать персонажей, управлять ими, а также строить дома и обустраивать их, вместе с каждой частью в The Sims вводились инновационные элементы, в том числе и благодаря активной обратной связи с игроками. Франшиза The Sims также известна избранием оригинального способа монетизации, а именно поддержки доходов за счёт большого количества дополнений. Хотя в игровой индустрии встречались дополнения, например, к играм Diablo и Age of Empires, именно франшиза The Sims поставила выпуск расширений на массовый поток. При этом для дополнений к играм The Sims характерна цикличная повторяемость тем, в частности, к каждой серии выпускались дополнения, затрагивающие темы домашних животных, погоды, ночной «клубной» жизни или поездки в экзотические страны. В итоге игры серии подчиняются «жизненным циклам», во время которых, в течение нескольких лет, интерес к игре The Sims постоянно подогревается за счёт периодического выпуска расширений. На протяжении многих лет данный способ монетизации подвергался критике, тем не менее он оказался достаточно жизнеспособным на фоне других методов заработка издателей — платных подписок, лутбоксов и т. д.. К 2020 году к четырём частям The Sims было выпущено 75 дополнений.
Популярность The Sims во многом обеспечена благодаря её жанровой монополии, у игроков нет возможности выбирать между разными тайтлами, как например у поклонников шутеров. Хотя ожидалось, что после колоссального успеха The Sims другие игровые издательства также примутся за создание симуляторов жизни, этого не произошло даже после ещё более успешного выхода The Sims 2. За это время были выпущены ряд игр со схожим игровым процессом, но это были в основном нишевые симуляторы эротики и свиданий, среди которых самым удачным оказался Singles. Отсутствие жанровых клонов было аномалией в игровой индустрии, для которой свойственно почти мгновенно заполнять рынок клонами в случае релиза очередной удачной и прибыльной игры. Высказывались разные мнения, например это нерешительность, страх возможного провала, отсутствие опыта; разработка игры подобной The Sims требует больше времени и более скрупулёзного подхода. Выдвигались даже предположения, что причина лежала в самой сущности игровой индустрии того времени, слишком ориентированной на мужских хардкорных игроков. Создание игры подобной The Sims просто было не престижно или сама индустрия, слишком ориентированная на мужчин так и не могла понять формулу успеха The Sims. Наличие жинщин-разработчиков крайне важно для создания игры, успешной у женщин что подтверждают и научные исследования, а так как почти все разработчики — мужчины, они не понимали как создать успешные клоны The Sims, зная что любые их попытки создать успешную игру для женщин обречены на провал.
Тем не менее помимо The Sims в 2000-е годы выходило несколько других успешных среди женщин игр. Например это Animal Crossing от Nintendo — и её сиквелы, особенно популярные в Японии и странах дальнего востока. Успех Animal Crossing также был случайным, симулятор фермы Harvest Moon. Другая успешная игры — MMO-подобная Second Life. Однако данная игра акцентирует игровой процесс на ролевых играх с другими игроками, а не на творчестве или управлении, в итоге эти игры получились настолько разными, что их игровые аудитории не пересекаются между собой и не образуют конкуренцию. Отсутствие конкуренции приводит в том числе к явлению внутренней конкуренции между игроками различных частей The Sims.

### Фанатское сообщество
Франшиза The Sims сумела собрать вокруг себя одно из крупнейших фанатских сообществ, сформированного из миллионов активных игроков-пользователей по всему миру. Данный фендом также был признан культурным феноменом новейшего времени. Игроков The Sims называют «симмерами» (англ. Simmer). Главная особенность данного игрового игрового сообщества заключается в том, что его ядро составляют женщины, точнее девушки-подростки и в целом люди более разных возрастных категорий, в том числе пожилых людей. По вышеописанным причинам, сообщество симмеров не принято причислять к субкультуре геймеров. Такая популярность серии The Sims среди женщин объяснялась тем, что игра не отражает выраженные гендерные стереотипы, а женские симы играют такую же важную роль, что и мужские симы, женщины также не представлены нарочито сексуальными, молодыми и скудно одетыми, как это принято в остальных компьютерных играх. Создатель Уилл Райт с самого начала стремился создать игру, привлекательную для игроков-девочек и решил, что понять их потребности смогут женщины-разработчицы, которые в итоге составили 40 % от всей команды создателей. Такое половое распределение соблюдалось и при дальнейшем создании игр серии The Sims. В итоге The Sims стала рассматриваться, как «женская игра», серия доказала, что женщина также может увлекаться компьютерной игрой, а фендом The Sims наряду с цифровыми настольными играми образует важную составляющую женской интернет-культуры.
Особенность сообщества заключается в том, что оно завязано не только на обсуждении разработки или игрового процесса игры, но и дизайне игрового контента, создании персонажей, зданий, а также историй для их публикации в виде комиксов или машиним. Само сообщество не однородно, а представляет скорее множество разных групп, объединяющихся по конкретным интересам.
К играм The Sims создаётся наибольшее количество пользовательского контента из всех игр. По промерным оценкам, до 90 % всего материала к играм The Sims создаётся сторонними пользователями. Сами разработчики поощряют деятельность моддеров. Помимо специализированных сайтов, основными площадками для обсуждения игры или демонстрации созданного контента выступали Живой Журнал, WordPress в 2000-х годах и Tumblr, Twitch, Tik Tok, Youtube в 2010-х годах. «Процветание» сим-сообщества также объясняется политикой невмешательства EA Games в их деятельность на фоне того, что издатели и разработчики склонны как правило вмешиваться и ограничивать сообщество моддеров под предлогом нарушения авторских прав, особенно если последние получают с этого коммерческую выгоду. Игры The Sims также выступают излюбленной площадкой для поклонников виртуальной эротики и секса при наличии нужных модификаций.
Игры The Sims выступают любимой площадкой для создания игроками разных историй".

## Критика
| Игра       | GameRankings             | Metacritic       |
| ---------- | ------------------------ | ---------------- |
| The Sims   | (ПК) 89,74% (PS2) 81.05% | (ПК) 92 (PS2) 83 |
| The Sims 2 | (ПК) 90,76% (PS2) 76,70% | (ПК) 90 (PS2) 75 |
| The Sims 3 | (ПК) 86,61% (PS3) 80.67% | (ПК) 86 (PS3) 78 |
| The Sims 4 | (ПК) 69,64% (PS4) 66,92% | (ПК) 70 (PS4) 66 |

Давая оценки самому игровому жанру, некоторые критики ставили под сомнение принадлежность The Sims к полноценной компьютерной игре, сравнивая её скорее с тамагочи, программой-игрушкой или виртуальным аналогом лего по причине того, что игры этой серии не соответствовали их пониманиям традиционных игр. Хотя The Sims принято причислять к казуальной игре, в частности из-за отсутствия элементов насилия и требования от игрока быстрых рефлексов, лёгкость её игрового процесса оспаривалась. В частности геймплей в The Sims наполнен множеством правил и условий, которые игрок-новичок должен усвоить для полноценного опыта. Для этого ему потребуется множество игровых сеансов. Помимо прочего, для полного контроля над ситуацией, игрок должен обладать навыками микроменеджмента. The Sims сравнивали с экономическим симулятором, где требуется продумывать стратегию по добыче денег и организации успешной жизни, чтобы в свою очередь упростить процесс удовлетворения потребностей. Некоторые редакции заметили, что The Sims можно вполне рассматривать, как хардкорную стратегическую игру если данное понятие не рассматривать в рамках принятых и ограниченных игровых жанров. В частности представитель журнала Gamedeveloper заметил, что многие задачи в The Sims требуют многочасовых инвестиций, «изнурительной игры» и правильных стратегических решений. Одновременно The Sims в отличие от предыдущих проектов от Maxis не ощущалась пафосным и научным проектом, как например SimEarth, а нечто более приземлённым и личным. Чак Клостерман называл игру произведением искусства и признался, что она заставила его переосмыслить его отношение к жизни.

### Игровой процесс
Критики давали самые разные оценки причине популярности франшизы. Например это возможность прочувствовать то, какого это жить в пригороде среди американского среднего класса
, в мире идеального капитализма. Игры этой серии позволяют позволяют игрокам погружаться в свои неосуществимые мечтания, воссоздавать идеальные копии своей жизни или дарить игрокам ложное чувство счастья и удовлетворения например от покупок «несуществующих» предметов.
Игра лишена линейного игрового процесса, позволяя воссоздавать собственные правила и сценарии, фактически The Sims выступает в роли виртуальной машины, чьи правила игроки могут менять или обходить ограничения с помощью модификаций. Однако с точки зрения остальных критиков, самая очевидная причина лежит в крайне высокой реиграбельности The Sims, её свободе выбора, возможности совершенно разными способами играть в данный симулятор и творческого самовыражения. Самая первая The Sims отличалась своей устаревшей на момент выхода графикой, однако она доказала, что хороший игровой дизайн является главным ключом успеха игры. Например игрок может учинять хаос среди симов, воссоздавать истории, он также может полностью посвятить себя строительству или иными способами творчески выражать себя. Редакция журнала PC Powerplay заметила также, что несмотря на каузальность жанра, игровой процесс The Sims достаточно гибкий, чтобы позволить игроку самому задавать обозначенные цели, что делает игровой процесс симулятора также привлекательным для хардкорных игроков. Представитель журнала Mic считает, что игры The Sims подобны «цикаде», игрок может в них погрузится на несколько часов или дней, пока ему не надоест симулятор и он его не забросит на несколько месяцев или лет, чтобы затем снова вернуться к нему. При этом игра позволяет игроку увидеть его смены личных интересов. Редакция также заметила, что популярность игр кроется не только в том, что они предлагают «всё понемногу от реальной жизни», но и в том, что мир The Sims не до конца привязан к реализму, предлагая помимо прочего паранормальные, мистические и фантастические темы. Представитель The Guardian заметил, что симуляторы жизни позволяют игроку играться с человеческой природой и мотивацией, а также исследовать традиционно не популярные или даже табуированные в видеоиграх темы, например «поместить всех греческих богов в один дом и заставить их заниматься сексом». Редактор сайта афиша Daily, связал успех франшизы с тем, что каждая её игра затрагивает новейшие культурные и общественные тренды, в итоге становясь воплощением своей временной эпохи.
Также критики указали и на другой важный аспект привлекательности франшизы, а именно факт того, что игры The Sims, как аллюзия почти на реальную жизнь, позволяют из любопытства изучать разные аспекты человеческой жизни, свою скрытую от окружающих идентичность. Многие игроки воссоздают в The Sims реплики домов, семьи или друзей, чтобы проживать альтернативную жизнь в игре. Игры выступают своего рода в роли зеркала души человека и справляется с этим лучше, чем любой роман. Редактор The Washington Post считает игры серии похожими на проведение социального эксперимента на виртуальных людях. Критик Mic заметил, что игры серии The Sims представляют собой «извращённую версию цифрового дневника личных интересов» игрока. Критик сайта Metro.co считает, что The Sims можно противопоставить остальным играм, которые наоборот предлагают побег от реальности и изучение вымышленной вселенной, однако эти игры не позволяют воссоздавать собственное представление об идеальном человеке или семье и дарить игроку чувство одновременной свободы и силы — именно это и делает The Sims такой успешной. Представитель игрового сайта PC Gamer заметил что игры The Sims воплощают в себе капиталистическую мечту, позволяя игроку бесконечно стремится к мечте или богатствам. Редактор The Guardian заметил аналогично, что мир в The Sims нельзя назвать аллюзией на настоящею реальность, а скорее идеализированным, утопическим миром, лишённым неравенства и предрассудков и воздающим справедливые и щедрые награды за трудолюбие и целеустремлённость.
Критиками также было замечено, что игры The Sims выполняют для игроков роль эскапизма и ухода от реальной жизни при наличии проблем. Игра, позволяя игроку имитировать жизнь, позволяет ему и избегать постравматические переживания, разобраться с собственными жизненными проблемами или же контролировать те аспекты жизни, которые в реальности бесконтрольны для человека. Редакция Polygon назвала игры The Sims цифровым аналогом «безопасного пространства», где игрок может раскрывать свою истинную сущность. Редакция CNET считает, что на играх The Sims уже выросло целое поколение миллениалов, вступивших во взрослую жизни в посткризисную эпоху, убившую американскую мечту. Для этих людей The Sims воплощает наивный, инклюзивный, вдохновляющий мир и перспективы, которых данное поколение лишено. В частности критик сайта Eurogamer призналась, что в прошлом, во время развода её родителей и издевательств в школе, именно The Sims позволила ей воссоздать «идеальный и безопасный» мир, который она могла полностью контролировать.

### Игровой мир
Критики и авторы сравнивали игровой мир, представленный в играх The Sims с миром американского реалити-шоу, пародией или аллюзией на западную культуру, в частности на живущий в пригороде американский белый средний класс с его царящей культурой потребления. Некоторые авторы увидели в игровом мире аллюзию на американскую культуру или ситкомом из 1950-х годов, в частности это восхваление либеральной капиталисткой системы, потребительства и воспроизведение формулы американской мечты того времени — добиться успеха на работе, заработать много денег, выстроить счастливую семью, построить дом с бассейном, машиной и прочими предметами, отражающими денежное благосостояние. Некоторые критики утверждали, что The Sims продвигает колониальный менталитет и капиталистическую эксплуатацию, порождённую классовым неравенством. А именно идею освоить участок земли, воздвигнуть крепость на приобретённой территории, создать комфортные условия для жизни в том числе и за счёт привлечения рабочей силы. Аналогично редакция академического журнала M.E.Sharpe заметила, что игры серии продвигают ценности эпохи так называемой «псевдо-свободы» — снисходительного отношения к рабскому труду, позволяя нанимать за минимальную плату домашнюю прислугу, например уборщицу или садовника. Игры The Sims сами того не осознавая, продвигают идею статуса кво капиталистской системы в США, порождённой классовым неравенством через идею того, высшее благо — это накопление капитала. Создатель The Sims Уилл Райт не раз отрицал, что симулятор жизни проталкивает культ потребительства, наоборот утверждая что игра высмеивает этот аспект, а чем больше у сима будет материального состояния, тем сложнее становится игровой процесс.
Игровой мир в том числе отражает урбанистические тенденции США — любовь к автомобилям, а также склонность использовать автомобильные дороги в независимости от их изначального предназначения или происхождения. Часть профессоров ругали игры серии The Sims за крайне слабую или отсутствующую репрезентацию не западных культур. В теории, игры The Sims можно было бы использовать для изучения культурного кода других народов если бы они не были америкоцентричными. Сами симы воспроизводят стереотипы об американцах, заложенные в медиа культуре. Это вероятно стало причиной коммерческого провала игры в странах Дальнего востока, так как игра не отражала привычный азиатам домашний обиход и выглядела слишком «чужеродной и непонятной». Имеющаяся же игровая аудитория стремиться исправить данный недостаток модами и пользовательским контентом.

### Демография и разнообразие
Критики и авторы также старались объяснить причину популярности The Sims среди девочек и женщин. В качестве главной причины указывалось изображение женских персонажей, играющих важную наравне с мужскими персонажами роль, а также их реалистичное, не гиперсексуализированное изображение, представленное через призму гендерных стереотипов и мужской фантазии в противовес другим играм, где чаще всего женщины играли роль трофеев или живых украшений.
Серию The Sims называли игрой с достигнутым гендерным равенством, хвалили за её изображение гендерных ролей, и даже называли революционной в сравнение с другими играми. Это касается не только изображения женских персонажей, но и мужских. И мужчины и женщины в игре наделены одинаковыми возможностями, это касается как и карьерных достижений, так и семейной деятельности. Игра не ограничивает персонажей гендерными стереотипами и предлагает мир взаимоуважения. В The Sims мужчины в том числе могут заниматься домашним хозяйством. Критик сайта GameSpot заметил, что симуляторы жизни не навязывают игроку соперничество или сражения, как основную цель, в то время, как игры этой серии тяготеют к домашней жизни, отсутствию насилия и межличностным отношениям. А сами женщины, играющие в The Sims, а не «типичную шутер-игру» не сталкиваются с таким осуждением и насмешкой, что делает в итоге симулятор жизни в глазах женщины ещё более привлекательным. The Sims, как бросившая вызов устоявшимся гендерным стереотипам, стала для многих геймеров первой в их жизни игрой, где играя за мужских персонажей они могли избегать какого либо насилия при это получая удовольствие от геймплея. Игры в том числе позволяют играть за темнокожих персонажей, представленных не через призму стереотипов.
Ряд авторов и академиков также заметили, что успех игры среди женщин объясняется возможностью воспроизводить в игре традиционные и стереотипные женские практики, такие как, например, задача обустроить дом, ухаживать за ним, заниматься шоппингом, поиском любовного партнёра, выходить замуж, быть идеальной женой и матерью, играть с внешностью модели и так далее. Часть академиков обозначали данный аспект как проблематичный, так как, по их мнению, это только способствует укреплению стереотипных представлений о роли женщины в обществе. Было замечено, что игры серии The Sims даже несмотря на почти равномерную половую представленность получили клише «девчачьих игр», возник стереотип что женские игроки обязательно играют в The Sims. Женщины-геймеры жаловались на то, что когда они посещали игровые магазины, продавцы сразу же пытались продать им игры The Sims.
Ранние игры серии также критиковались за продвижение нереалистичных идеалов красоты и недостатков разнообразия форм тела, отсутствия возможности сделать толстых персонажей. Это особенно заметно в ранних играх серии, где симы — это белые модельные герои из старых американских ситкомов. Женские симы часто выглядят как пародии «Люси» — «идеальных жён» из ситкомов. Хотя игры позволяли создавать темнокожих симов, это по прежнему выглядело как отклонение от это нормальности. Игры в том числе подвергалась критике за ограниченные возможности кастомизации небелых персонажей в сравнении с белыми. После 2017 года, обсуждение данной проблемы приобрело массовый характер и стало одной из центральных тем негативной критики The Sims среди игровых СМИ (См. раздел o The Sims 4).

### ЛГБТ
Франшиза также выделяется тем, что с самого начала позволяла практиковать однополые отношения, заключать однополые браки начиная с The Sims 2, ещё за два года до того, как они были разрешены с США, а также начиная с The Sims 4 — возможность создать небинарного персонажа вне рамок женского или мужского пола. В 2000-е годы игры The Sims как минимум привлекали авторов и игровых журналистов за возможность однополых отношений, на тот момент это считалось прорывом или сенсацией. Игры не избежали и негативной критики из-за этого.
Реджина Линн, автор и эксперт по секс-технологиям считает, что франшиза The Sims совершила сексуальную революцию в индустрии компьютерных игр, предоставив возможность практики как разнополых так и однополых или двуполых отношений. Помимо естественного зачатия детей, их можно усыновлять, то есть The Sims позволяет формировать однополые семьи. По мнению Реджины, это стало только возможным на фоне постепенного признания геев в американском медиа пространстве, начавшейся с выпуска сериала «Уилл и Грейс». При этом такая ситуация была бы неприемлема ещё 50 лет назад. Сами игроки также не относились отрицательно к данному явлению, так как оно выглядит естественной частью игрового процесса. Однако это стало причиной того, что некоторые родители запрещали своим детям играть в The Sims.
Среди других причин критики и авторы утверждали, что The Sims позволяет игроку экспериментировать с разными идентичностями, почувствовать себя кем то другим. Писатель Джон Маук утверждал, что The Sims справляется с этим лучше, чем любой роман. Игры The Sims помогли многим подросткам-миллениалам лучше исследовать и понять свою гендерную идентичность и сексуальную ориентацию. Критик сайта Mic заметил, что франшизе The Sims фактически единственной удалось изобразить однополые отношения естественной частью игрового процесса, учитывая, что в 2000-е годах, в играх если и присутствовали представители ЛГБТ, то в нарочито карикатурных, унизительных образах, или же становились предметами отрицательного внимания со стороны интернет-пользователей гомофобов.

### Образовательная и научная ценность
Ряд редакторов, писателей и академиков утверждали, что игры серии The Sims обладают хорошей образовательной ценностью, так как способствуют социализации одиноких подростков, помогают им переосмыслить свои жизненные ценности и изучить сексуальные предпочтения. Игры в том числе использовалась как часть образовательной программы
 для детей-аутистов, с синдромом аспергера, или детей с проблемным поведением. Игры серии в том числе использовались, чтобы помочь ученикам изучить экономическую и социальную динамику, или с целью воссоздать персонажей из классических произведений. Высказывалось мнение, что игры The Sims могут использоваться в психологии и служить для терапевтических целей, например чтобы выявлять нервные, психические расстройства или использовать для лечения рассеянного склероза. Серию The Sims также хвалили консервативные активисты в контексте критики компьютерных игр за «пропаганду жестокости», и рассматривающие The Sims, как «хорошую альтернативу» подобным играм, по их мнению, симуляторы жизни прививают детям и особенно девочками семейные ценности и то, как правильно вести домашнее хозяйство.
Социологи и учёные высказывали мнение, что игры The Sims помогут понять, как сделать компьютерные игры привлекательнее для девочек и женщин. Ира Мататия, эксперт маркетинговых коммуникаций заметила, что The Sims предлагает молодым людям власть, которой они лишены в настоящем мире и помогают понять, как работают экономические и общественные силы. Пегги Дж. Паркс учёная-социолог считала, что в отличие от фильмов, где ребёнок выступает пассивным наблюдателем, в The Sims он может контролировать судьбу персонажей. Таким образом игра не навязывает ему мораль и понятие того, что хорошо или плохо, но при этом демонстрирует последствия плохих поступков. Паула Капрони, преподавательница менеджмента и организаций аналогично заметила, что The Sims учит детей принимать взвешенные решения, предвидя множество возможных результатов своих поступков. Игра также обучает человека лучше рассчитывать свой денежный бюджет. Отдельно сотрудники НАСА заметили, что The Sims с её интенсивными игровым процессом со множеством правил, требует от игрока такого же интенсивного обучения для понимания работы того самого игрового процесса и в конце концов вознаграждает игрока. Таким образом игра может послужить для студентов примером для того, как они наиболее лёгким и увлекательным способом могут подойти к изучению сложных правил и процессов, связанных с полётом в космос и исследованиями.
Игра The Sims 3 использовалась учёными в рамках эксперимента для того, чтобы выяснить, как люди с психопатическими наклонностями общаются с другими людьми и проверить гипотезу «Читер-Ястреб», а именно связь между агрессией (Ястреб) и склонностью к обманам (Читер). В эксперименте участвовали 205 студентов, а сам эксперимент показал, что игроки-мужчины были более склонны к «ястребиному» поведению, при это ястребы одновременно крайне редко проявляли мошенническое поведение.

### Отрицательная критика
Игры серии The Sims также подвергались отрицательной оценке и становились предметом споров, в частности из-за того, что они наряду с играми GTA вызывали у игрока быстрое привыкание, сильную и даже опасную зависимость. В частности свобода самовыражения может стать причиной того, что игрок начинает излишне привязываться к своему управляемому симу. С утверждения писателя Гэри Вайзенбергера, многие психологи выражали обеспокоенность по поводу того, что The Sims, как игра, позволяющая избегать реальных проблем и компенсировать недостаток в общении, только наоборот способствуют укреплению изоляции. Писатель Чак Клостерман, заметил, что как бы The Sims хорошо не выполняла роль побега от реальности, она не сумеет сделать игрока тем, кем он не является. Редакция академического издания M. E. Sharpe предупредила, что излишнее увлечение игрой может стать причиной инфантилизации игроков, их оторванности от реальности и пристрастии к культуре потребительства.
Также основным предметом отрицательной критики в адрес франшизы выступала политика выпуска многочисленных и дорогих по меркам своего содержания DLC. Это даже стало причиной ухода Уилла Райта, основоположника франшизы из Maxis ещё во время разработки дополнений к The Sims 2. Для покупки всех дополнений к The Sims требуется потратить несколько сотен долларов. Уже во время выхода дополнений к The Sims 3, звучало мнение, кто франшиза начинает постепенно вырождаться в коммерческий продукт по выпуску малосодержательных DLC. И тогда же звучали возмущённые голоса по поводу ценовой политики скачиваемого контента из официального сайта The Sims 3. Однако самые явные споры велись после выпуска The Sims 4, чьи расширения стали ещё многочисленнее, малосодержательнее и суммарно предлагали гораздо меньше контента, чем например дополнения к The Sims 3 за аналогичный период выпусков, одно из таких расширений даже породило такой феномен, как «DLC к DLC». В итоге, как это стало ясно через несколько лет, новая политика выпуска DLC в итоге отрицательно влияла на продажи и популярность The Sims 4, вынуждая EA Games снова вернуться к старому формату выпуска дополнений.

## Влияние
Франшиза The Sims была названа шедевром, классикой, культурным феноменом, одной из величайших игровых серий современности. Это крупнейшая франшиза, лишённая элементов насилия и не требующая быстрых рефлексов. Серия The Sims заложила тенденцию к росту популярности казуальных игр для широкой аудитории и без рейтинга Mature. Звучало мнение, что именно The Sims заложила начало казуальной эпохи, учитывая, что немногим позже появилась первая игра в серии Bejeweled. Серия The Sims в целом оказала колоссальное влияние на развитие игровой индустрии, оценивая степень этой значимости, можно например её сравнить с романами о Гарри Поттере в книжной индустрии или «Матрицей» со «Звёздными Войнами» в киноиндустрии.
Это также крупнейшая франшиза, чья основная аудитория состоит из женщин и в целом людей, не интересующихся традиционными компьютерными играми. Она стала одной из главных причин массового увеличения доли женщин среди игроков компьютерных игр в начале 2000-х годов, играя важную роль в гендерном балансе наряду с браузерными играми образца Barbie Fashion Designer. Серия The Sims в том числе своим существованием сломала стереотип о том, что в компьютерные игры играют только мальчики и что игры для девочек заведомо не могут быть успешными, именно после выхода первой The Sims, в информационном поле стал упоминаться так называемый «женский игровой рынок». Сама команда разработчиков The Sims на половину состояла из женщин, что было беспрецедентным явлением. Это только доказывало, насколько важно участие женщин в создании игр, привлекательных для женщин и девочек. Тем не менее в истории игровой индустрии уже существовала франшиза Myst, которая также охватывала в основном взрослую женскую аудиторию.
Игры серии также предложили оригинальный и лишённый насилия игровой процесс. Представленный ещё в первой The Sims геймплей был беспрецедентно гибким. Сам симулятор жизни в целом ломал представление о том, чем должна быть компьютерная игра. The Sims признаны в итоге пионерами среди игр, уделяющих особе внимание дизайну и аксессуарам. Даже несмотря на успех, игровые студии по прежнему не решались выпускать высокобюджетные игры похожего жанра. Редакция Wired причислила The Sims к одной из самых влиятельных игр первого десятилетия, предложившей впервые открытый и доступный игровой дизайн, который в будущем будет определяться, как жанр казуальная игра. Сами симуляторы жизни являются наследниками серии SimCity, в своё время также предоставившей революционный геймплей, а именно виртуальную песочницу с возможностью создавать, а не разрушать, The Sims также наследует данную формулу. Одновременно The Sims послужила прообразом для серии игр Spore — симулятора эволюции. Хотя основу для современного игрового моддинга заложила игра Quake 1996 года выпуска, именно вместе с появлением франшизы The Sims данная практика превратилось в массовое явление и по сей день к играм The Sims создаётся наибольшее количество пользовательского контента, чем к каким либо другим играм.
Игры серии The Sims также оказали важную роль на развитие геймдизайна, в частности предложив в своё время самый революционный и продвинутый искусственный интеллект, в компьютерных играх. Данная технология называется «умным ландшафтом» (англ. smart terrain), когда искусственный интеллект содержится не только в самих симах, но и в окружающем пространстве и предметах — агентах. The Sims сыграла важную роль в дальнейшем совершенствовании интеллекта неигровых персонажей в компьютерных играх, в частности модель «умного ландшафта» стала использоваться в играх для социальных сетей. Уилл Райт, создатель франшизы также признан одним из самых влиятельных геймдизайнеров в истории компьютерных игр.
По состоянию на 2010 год, The Sims стала единственной игровой франшизой, украсившей обложку журнала Newsweek. Франшиза The Sims была несколько раз задокументирована в книге рекордов Гиннеса в 2008 и 2017 годах, как «продавшая наибольшее количество дополнений», а также «самая продаваемая франшиза для ПК», чьи продажи оценивались в 36 до 50 миллионов копий. По состоянию на ноябрь 2019 года, совокупный доход от франшизы превысил пять миллиардов долларов США.
The Sims — это также первый в истории симулятор, отказавшимся от экономической, политической страгегии в пользу психологии, но в упрощённой форме. Несмотря на то, что в истории появлялись игры, содержащие элементы симулятора жизни, например Little Computer People, Alter Ego, Tenshitachi no Gogo и другие, именно The Sims приобрела массовую популярность и определила «симулятор жизни», как полноценный игровой жанр да и в целом сыграла ключевую роль в том, как воспринимается сама игра жанра симулятор жизни, по этой причине данный жанр ассоциируется прежде всего с серией игр The Sims а также с играми Animal Crossing и Second Life. Все игры жанра симулятора жизни, выпущенные после 2000 года в той или иной степени черпали вдохновение у The Sims.
The Sims становилась объектом упоминания или пародии в американских шоу «Малкольм в центре внимания» и «Холм одного дерева». Также голливудская киностудия 20th Century Studios в 2007 году планировала снять фильм по мотивам симулятора жизни. Первая часть The Sims в 2012 году была выставлена в Нью-Йоркском музее современного искусства, как «пример выдающегося интерактивного дизайна», в 2015 году The Sims попала в зал славы в Национальном музее игр.